# Blackstar (음반)
| 전문가 평가          | 전문가 평가 |
| 총 점수              | 총 점수     |
| 출처                 | 점수        |
| -------------------- | ----------- |
| AnyDecentMusic?      | 8.4/10      |
| 메타크리틱           | 87/100      |
| 평가 점수            |             |
| 출처                 | 점수        |
| AllMusic             | [ 3 ]       |
| The A.V. Club        | A−          |
| The Daily Telegraph  | [ 5 ]       |
| Entertainment Weekly | A−          |
| The Guardian         | [ 7 ]       |
| The Independent      | [ 8 ]       |
| NME                  | 4/5         |
| Pitchfork            | 8.5/10      |
| Rolling Stone        | [ 11 ]      |
| Spin                 | 7/10        |

《Blackstar》(★로 양식화함)는 영국의 뮤지션 데이비드 보위의 스물다섯 번째이자 마지막 스튜디오 음반이다. 2016년 1월 8일, ISO, RCA, 컬럼비아, 소니를 통해 전 세계에 발매되었으며, 보위의 69번째 생일과 일치한다. 이 음반은 보위의 오랜 공동 프로듀서 토니 비스콘티와 지역 재즈 뮤지션 그룹과 함께 뉴욕의 더 매직샵과 휴먼 월드와이드 스튜디오 사이에서 주로 비밀리에 녹음되었다.
보위는 발매된 지 이틀 만에 간암으로 사망했으며, 그의 병은 그때까지 대중에게 알려지지 않았다. 공동 프로듀서 비스콘티는 이 음반을 보위가 의도한 마지막 작품이자 그가 죽기 전 팬들을 위한 "이별의 선물"이라고 설명했다. 발매되자마자, 이 음반은 비평가들의 호평과 상업적인 성공을 받았고, 보위가 죽은 후 많은 나라에서 차트를 석권했으며, 보위가 미국에서 빌보드 200을 석권한 유일한 음반이 되었다. 이 음반은 3주 동안 영국 음반 차트에서 1위를 지켰고, 전 세계에서 1년 동안 5번째로 많이 팔린 음반이었다. 또한 2016년 1월 31일, 기준으로 96만 9천 장 이상 팔리며 2주 연속 전 세계에서 가장 잘 팔린 음반이기도 했다. 2017년 4월, 현재 190만 장 이상 판매되었으며, 미국과 영국에서 각각 골드 및 플래티넘 인증을 받았다.
제59회 그래미 어워드에서 이 음반은 베스트 얼터너티브 뮤직 앨범, 베스트 엔지니어링 앨범, 비클래식, 베스트 레코딩 패키지를 받았으며 타이틀 싱글은 베스트 록 퍼포먼스, 베스트 록 송을 받았다. 이 음반은 또한 2017년 브릿 어워드에서 올해의 영국 앨범상을 수상했으며, 메타크리틱은 이 음반을 음악 출판사에서 가장 비평가들에게 호평을 받은 음반으로 선정했다.

## 배경 및 녹음
보위는 간암으로 고생하면서 《Blackstar》를 녹음했다. 그의 병은 음반 발매 이틀 후 사망할 때까지 공개되지 않았다. 보위의 이전 음반 《The Next Day》와 마찬가지로, 녹음은 뉴욕의 매직 샵과 휴먼 월드와이드 스튜디오에서 비밀리에 이루어졌다. 보위는 《The Next Day》의 세션이 끝나자마자 《Blackstar》에 나오는 노래들을 쓰고 데모를 만들기 시작했다. 그는 도니 맥카슬린이 이끄는 뉴욕 재즈 콤보를 세션의 백 밴드로 영입했다.
《Blackstar》에 등장하는 두 곡인 〈Sue (Or in a Season of Crime)〉와 〈'Tis a Pity She Was a Whore〉는 이전에 발매되었지만, 맥카슬린의 후기 곡에서 연주된 새로운 색소폰 파트(보위가 원래 발매한 부분 교체)를 포함하여 《Blackstar》를 위해 다시 녹음되었다. 후자의 제목은 17세기의 영국의 극작가 존 포드의 희곡인 《가엾도다, 그녀는 창녀('Tis Pity She's a Whore)》라는 제목에서 유래되었다.

## 상업적 성과
오피셜 차트 컴퍼니에 따르면 《Blackstar》는 2016년 1월 10일, 보위 사망 발표 전에 이미 영국 음반 차트 1위로 데뷔하고 있었다. 이 음반은 146,000장이 팔린 후 1위로 데뷔했으며 영국에서 10번째 음반이 되었다. 이 음반은 1위를 3주 동안 유지하며, 다른 음반인 《Best of Bowie》(2002년)에 이어 2위를 차지했는데, 이 음반은 스트리밍 때문에 영국에서 처음으로 1위에 오른 음반이 되었다. 2018년 1월 현재 이 음반은 영국에서 44만6000장이 팔렸다.
미국에서 이 음반은 첫 주에 181,000장이 팔리면서 미국 빌보드 200 차트 1위로 데뷔했다. 그것은 보위의 미국 내 첫 번째 1위였고, 주간 판매량으로는 최고였다. 이 음반은 2016년 미국에서 14번째로 많이 팔린 음반으로, 그 해에 448,000장이 팔렸다.
이 음반은 24개국 1위, 그리스, 멕시코, 대한민국, 대만 2위, 헝가리 4위, 일본 5위로 정점을 찍었다.

## 곡 목록
모든 곡들은 특별한 언급이 없는 한 데이비드 보위에 의해 작사/작곡하였다.
| #  | 제목                                                                              | 재생 시간 |
| -- | --------------------------------------------------------------------------------- | --------- |
| 1. | 〈Blackstar〉                                                                     | 9:57      |
| 2. | 〈'Tis a Pity She Was a Whore〉                                                   | 4:52      |
| 3. | 〈Lazarus〉                                                                       | 6:22      |
| 4. | 〈Sue (Or in a Season of Crime) (보위, 마리아 슈나이더, 폴 베이트먼, 밥 바브라)〉 | 4:40      |
| 5. | 〈Girl Loves Me〉                                                                 | 4:52      |
| 6. | 〈Dollar Days〉                                                                   | 4:44      |
| 7. | 〈I Can't Give Everything Away〉                                                  | 5:47      |

## 인증
| 국가                                                                                         | 인증        | 판매량/출하량 |
| -------------------------------------------------------------------------------------------- | ----------- | ------------- |
| 오스트레일리아 (ARIA)                                                                        | 플래티넘    | 70,000^       |
| 오스트리아 (IFPI 오스트리아)                                                                 | 플래티넘    | 15,000*       |
| 벨기에 (BEA)                                                                                 | 플래티넘    | 30,000*       |
| 캐나다 (뮤직 캐나다)                                                                         | 플래티넘    | 80,000^       |
| 덴마크 (IFPI Danmark)                                                                        | 플래티넘    | 20,000        |
| 프랑스 (SNEP)                                                                                | 플래티넘    | 161,900       |
| 독일 (BVMI)                                                                                  | 골드        | 100,000       |
| 이탈리아 (FIMI)                                                                              | 플래티넘    | 50,000*       |
| 네덜란드 (NVPI)                                                                              | 2× 플래티넘 | 100,000       |
| 뉴질랜드 (RMNZ)                                                                              | 골드        | 7,500^        |
| 폴란드 (ZPAV)                                                                                | 플래티넘    | 20,000        |
| 포르투갈 (AFP)                                                                               | 골드        | 7,500^        |
| 스페인 (PROMUSICAE)                                                                          | 골드        | 20,000        |
| 스웨덴 (GLF)                                                                                 | 골드        | 20,000        |
| 스위스 (IFPI 스위스)                                                                         | 플래티넘    | 20,000        |
| 영국 (BPI)                                                                                   | 플래티넘    | 446,000       |
| 미국 (RIAA)                                                                                  | 골드        | 500,000       |
| 요약                                                                                         |             |               |
| 전세계                                                                                       | —           | 1,900,000     |
| *판매량을 기반으로 한 인증 · ^출하량을 기반으로 한 인증 · 판매량+스트리밍을 기반으로 한 인증 |             |               |